# Marie Králová
Marie Králová (* 13. listopadu 1942) byla česká a československá politička Komunistické strany Československa a poslankyně Sněmovny lidu Federálního shromáždění za normalizace.

## Biografie
K roku 1986 se profesně uvádí jako mechanička. Ve volbách roku 1986 zasedla za KSČ do Sněmovny lidu (volební obvod č. 85 - Brno-město-sever, Jihomoravský kraj). Ve Federálním shromáždění setrvala do konce funkčního období, tedy do svobodných voleb roku 1990. Netýkal se jí procesu kooptací do Federálního shromáždění po sametové revoluci.